# Notícia de fiadores
La Notícia de fiadores és un breu text en galaicoportuguès inserit en un pergamí amb tres documents més, que es conserva a la Torre do Tombo de Lisboa.
La seva datació, 1175, fa possible que es tracti del documents més antics escrit en aquesta llengua que ha arribat als nostres dies, tot i competir amb O Pacto dos irmãos Pais de dates semblants.

## Text
El text registra els noms dels garants de Pelai Soares Romeu i acaba amb una breu frase en galaicoportuguès:
| « | Istos fiadores atan .v. annos que se partia de isto male que li avem | » |

El sentit de la frase seria aproximadament "Aquests garants d'aquí a cinc anys, exigiran el deute".